# Arps von Arpshofen

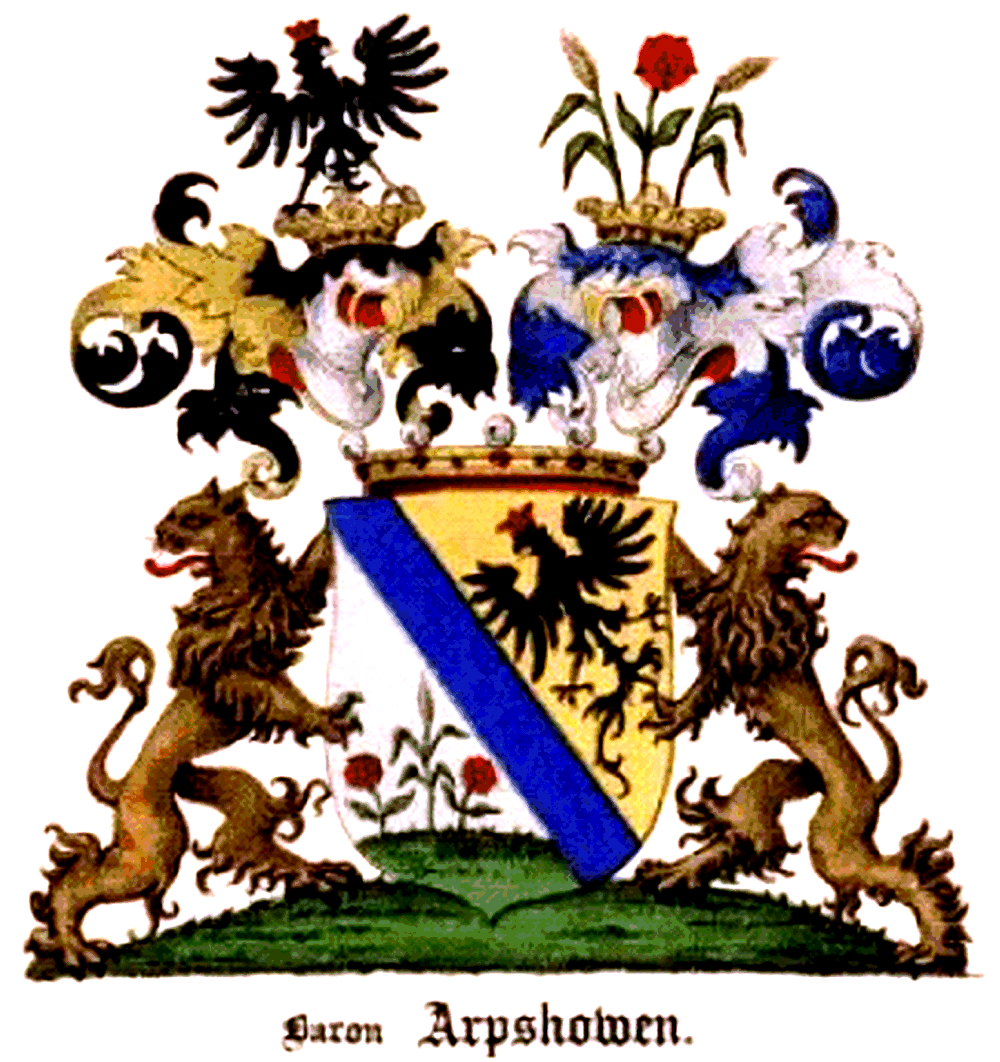
Wappen der baltischen Adelsfamilie Arps von Arpshofen

Arps von Arpshofen ist ein deutsch-baltisches Adelsgeschlecht und der Livländischen Ritterschaft zugehörig. Die frühere Kaufmannsfamilie Arps war in Hamburg ansässig. Hieronymus Arps siedelte in die estländische Stadt Reval, dem heutigen Tallinn, über und wurde am 11. Juni 1667 in das Bürgerbuch eingetragen. Sein Sohn Gerhard (Gert) Arps verlegte das Handelshaus nach Narva, hier wurde er Ratsherr und Bürgermeister. Das höchste gesellschaftliche Ereignis für die Familie Arps war der Besuch des russischen Zaren Peter der Große (1672–1725) im Hause der Arps.
Der Bürgermeisterenkel Karl Georg war Großhändler in Narva, er kaufte die Güter Lagena, Hermannsberg, Wasahof und Weiwara in Estland und 1797 Schloss Sagnitz. Er erwarb am 28. Juli 1791 in Wien den Freiherrenstand (Baron) als „Arps, Freiherr von Arpshofen“.

## Matrikel und Schreibweise
In die estländische Matrikel wurde die adelige Familie am 5. März 1803 eingetragen. 1805 erhielten die Arpshofens das Recht zur Deszendenz (Regelung der Nachkommenschaft), der Kollegienrat Karl Baron Arpshoven, als Erbe von Schloss Sagnitz, erhielt als erstes Familienmitglied die livländischer Staatsbürgerschaft (Indigenat).
Die Schreibweise des Namens ist unterschiedlich: Laut Eintragung im Adelsarchiv des Ministeriums des Inneren in Wien wurde dem Karl Georg Arps, Großhändler zu Narva, 1791 der Freiherrenstand als „Arps, Freiherr (Baron) von Arpshofen“ mit dem Prädikat und Titel „Wohlhochgeboren“ erteilt. In der estländischen Adels-Matrikel von 1803 und in der Revaler Ahnentafel von 1929 ist der Name als Arpshoven eingetragen. Im Wappenbuch von Carl Arvid von Klingspor werden sie als Arpshowen erwähnt. Die Familienmitglieder schreiben sich seit 1832 als Arpshofen oder Arps-Hofen und verteilten sich nach dem Ersten Weltkrieg in Russland, Ukraine, Rumänien und Deutschland.

## Die Hamburger Vorfahren
Gerhard Arps * um 1646 † ? Kaufmann in Hamburg; verh. mit Katharina Arps (geb. Lauw) * um 1646 †?; Sohn:
- Heinrich Arps * zwischen 1526 und 1646 †? Kaufmann in Hamburg; verh. mit Magdalena Arps (geb. Stampke) * zwischen 1526 und 1646; Sohn: Hieronymus Arps

## Die Vorfahren in Estland
Hieronymus Arps * zwischen 1613 und 1673 in Hamburg † 1691 in Reval, Stammvater der Adelsfamilie von Arpshofen, Kaufmann und Ältester der Großen Gilde; verh. mit Metta Arps (geb. Witte) * zwischen 1613 und 1673 † 1691 in Reval; Sohn:
- Gerhard (Gert) Heinrich Arps * 18. Juli 1678 in Reval † in Narva; Buchhalter, Kaufmann und Ratsherr in Narva; verh. mit Dorothea Elisabeth Arps (geb. Gnospelius) * 1696 in Narva † 1752 in Narva. Gerhard Heinrich Arps reiste mehrere Male nach Sankt Petersburg und verhandelte mit dem russischen Zaren Peter der Große die Rückgabe der Narvaer Stadtprivilegien. 1718 erhielt die Stadt ihre Rechte zurück und Gerhard Heinrich Arps wurde Leiter der Handelskammer und später Polizeipräsident von Narva. Er machte sich um den Wiederaufbau der St. Johanneskirche in Narva verdient und führte genaue Aufzeichnungen über die Einnahme Narvas durch die Russen.[4] Sohn:
  - Jürgen Heinrich Arps * 23. April 1711 in Narva † 14. März 1764 in Narva, Kaufmann und Ratsherr; verh. mit Christine Elisabeth Arps (geb. Schwartz) * Oktober 1721 in Wologda, Russland † 1764 in Narva; Sohn: Karl Georg Freiherr (Baron) Arpshofen

## Adelsfamilie in Estland
Karl Georg Freiherr (Baron) von Arpshofen * 19. Oktober 1742 in Narva † 29. September 1804 in Narva; Kaufmann, Freiherrenstand Wien 28. Juli 1791; verh. mit Dorothea Elisabeth von Arpshofen (geb. Gnospelius) * 4. Juli 1764 † 9. März 1841 in Narva; Kinder:
1. Maria Elisabeth von Arpshoven * um 1785 † 6. August 1819 in Vaivara; verh. mit Woldemar Karl Friedrich Reinhold von Patkul * 1782 † 1855 (General der Infanterie, Kommandant von Reval)
2. Anna Dorothea von Arpshoven * 1786; verh. mit Johann Friedrich von Buxhoeveden, Oberst im russischen Heer, gefallen 1812 (Schlacht bei Borodino)
3. Karl Gottfried Baron von Arpshofen, auch Karl Karlowitsch (ru: Карл Карлович) * 2. August 1788 in Narva † 31. Mai 1866 in Vaivara, Oberst im Semjonowskoje-Leibgarderegiment. Im Jahre 1814[5] wurde er mit dem Pour le Mérite ausgezeichnet und erhielt[6] den Pour le Mérite mit Krone für die 50-jährige Inhaberschaft des Ordens. Verh. mit Emilie Rühl * 1795 † 1863
4. Georg Baron von Arpshofen, auch Igor Karlowitsch von Arpshofen, * 2. September 1789 in Lagena † 15. Oktober 1856 in Narwa, Generalmajor, verh. mit Katharina Scherebzow, Tochter: Katharina * 1817 † 1904, verh. mit Iwan von Brevern[7] † 1885, Gouverneur von Gouvernement Kurland
5. Gerhard Heinrich von Arpshofen * 16. Juli 1795 in St. Petersburg † 21. Juni 1854 in Narwa, verh. mit Olga Warneck * 1807 † 1883, Kinder:
  1. Sophie * 1827 † 1900, verh. mit Dimitri Olyschew † 1902, Generalmajor
  2. Olga * 1829 † 1906 verh. mit Nikolai Patton, Stadtrat und Gutsbesitzer
  3. Karl Woldemar von Arpshofen, auch Karl Wladimir von Arpshofen, * 6. Dezember 1832 in Waiwara † 26. Februar 1890 in Odessa, Generalleutnant, verh. mit Sophie Wutschetitsch-Bielitz * 1855, Militärische Laufbahn: Er war seit 1851 Offizier im Semjonowskoje-Leibgarderegiment und zeichnete sich 1863 bei der Niederschlagung des Januaraufstandes aus. 1867 wurde er zum Oberst befördert und diente als Bataillonskommandeur im 1. Garde-Infanterieregiment, 1874 wurde er Kommandeur des Litauischen-Garderegiments. Im Russisch-osmanischen Krieg von 1877 bis 1878 wurde er Generalmajor und erhielt nach dem Einsatz in der Schlacht von Plewen den Annenorden 1. Klasse und nach den Kriegszügen in Philippopel den Stanislausorden 1. Klasse. 1880 übernahm er nach fast dreijähriger Genesung einen Posten beim Gouverneur von Odessa und war zeitweise Stadthauptmann von Odessa. 1884–1890 war er Kommandeur der 4. Schützenbrigade und wurde zum Generalleutnant befördert.[8] Kinder:
    1. Andrei Baron von Arpshofen * 24. Oktober 1875 in Warschau † 1932 in Rumänien, Generalmajor; verh. mit Valentina Romanenko * 1887, gefallen am 17. März 1916 als Schwester des Roten Kreuzes auf dem Hospitalschiff Portugal (torpediert) Anastasia * 2. Mai 1913 in Odessa. Militärische Laufbahn: Andrei von Arpshofen diente von 1895 bis 1904 in einer Artilleriebrigade. Danach absolvierte er an der Nicholas-Akademie einen Lehrgang für den Generalstab und wurde 1907 Kommandant. Danach diente er in einigen Kommandostäben und wurde mit dem Georgsorden mit Schwertern ausgezeichnet. Mit Beginn des Ersten Weltkrieges war er im 61. Vladimir-Regiment und wurde zum Generalmajor befördert. Von 1919 bis 1920 war er während des russischen Bürgerkriegs Chef des Stabes und musste nach der Evakuierung der Krim nach Rumänien fliehen; Kinder: Wladimir * 8. Februar 1910 in Rowno, Ukraine; Anastasia * 1913 in Odessa
    2. Sophie * 1877 in Warschau, verh. mit Paul Bulgakow * 1856 † 1919 in Kubolta (Bessarabien), General der Artillerie und Kommandeur des XX. Armeekorps
    3. Olga Malavasi Arpshofen * 1879, Autorin;[9] verh. mit Achille Malavesi aus Bologna
    4. Marie * 1881, verh. mit Alexander von Baumgarten * 1883 † 1918, Oberst im Generalstab
    5. Woldemar (Wladimir) von Arpshofen * 9. Mai 1884 in Odessa, Oberst im Dragonerregiment, verh. mit Zoe Medwedew * 1884; Kinder: Kyra * 1911 in Peterhof (Estland),
      1. Karl Wladimir von Arpshofen* 1914 in St. Petersburg † 1986 beigesetzt in Wolfsburg,[10] Tochter:
        1. Lore von Arpshofen mit den Kindern:
          1. Andrea von Arpshofen: Kammeroper Augsburg, Tänzerin[11]Beiratsmitglied im Augsburger Geschlechtertanz e. V.[12], Einzelmitglied in der Interessengemeinschaft “Historisches Augsburg e. V.”[13], Mitglieder bei der IG Historisches Augsburg[14], Mitglied in der Gruppe „Augusta Historica“[15]
          2. Ingo von Arpshofen, Dr., Autor[16], in Stuttgart

      2. Nina * 1916 in St. Petersburg

    6. Stephan * 21. Dezember 1885 in Odessa, Rittmeister im Dragonerregiment, Beamter der Reichskanzlei

  4. Georg * 22. Oktober 1834 in Narwa † 14. Juni 1853 in St. Petersburg, Kadett
  5. Alexander * 14. November 1834 in Narwa † 17. Januar 1888 in Hermannsberg
  6. Alexandrina Eugenie * 1846 † 1927, verh. mit Theodor Lerche † 1910 Stadtrat, Tochter:
    1. Vera Katharina * 1840 † 1902